# Socha svatého Gotharda (Sezemice)
Socha svatého Gotharda v Sezemicích v okrese Mladá Boleslav, je pozdně barokní pískovcová socha z roku 1775 stojící u cesty na Jirsko 1. díl. Socha je zajímavá z ikonografického hlediska, protože zobrazení sv. Gotharda je v českých zemích poměrně vzácné.

## Popis
Umístění sochy je druhotné, socha původně stála na rozcestí v polích blíže k Sezemicím.
Socha se stylobatem je vysoká 310 cm. Stylobat je zakončen mohutnou římsovou hlavicí zdobenou volutami a lasturou. Na stylobatu se nachází reliéfy světců: vpředu sv. Vojtěcha v biskupském oděvu s berlou, vlevo sv. Václava v knížecím rouchu s praporcem a štítem a vpravo sv. Víta s knížecí čapkou, mučednickou palmou v ruce a s kohoutem.
Na zadní straně podstavce je nápis:
Leta Pane
1775
Ta Figura gest wzdielana
Nakladem Wochwesta Jana
Ke czti Gottharda swateho
By ochranil wsseho zleho
Domowni bite Staweni
Y rolnikovo Oseni
od ochnie a hromobiti
od Powietrzi Krupobiti
Což Wy Patronowe nasse
Waczlave, Wite, Wogtesse
Wyproste nam Požehnani
W Neby s Wami Kralow[ani]

Samotná socha je podživotní (1,5 m) velikosti. Socha biskupa stojí ve výrazném kontrapostu, v důsledku čehož je postava esovitě prohnuta. Světec je oděn v roucho přepásané cingulem a rozhalený plášť, na prsou má křížek; na hlavě mitru V levé ruce drží zavřenou knihu. Socha nesla zbytky polychromie.

## Galerie

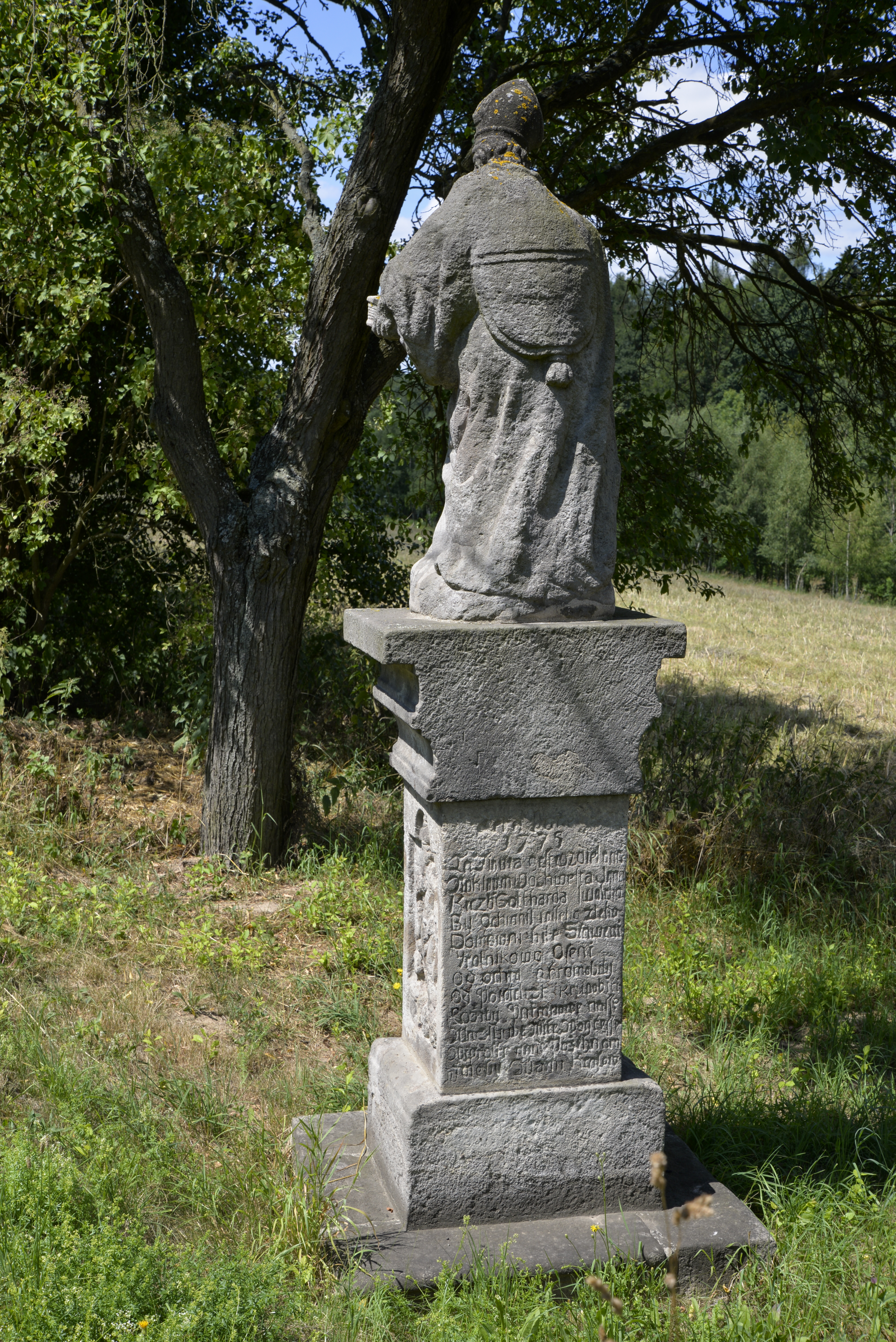
Zadní pohled a nápis
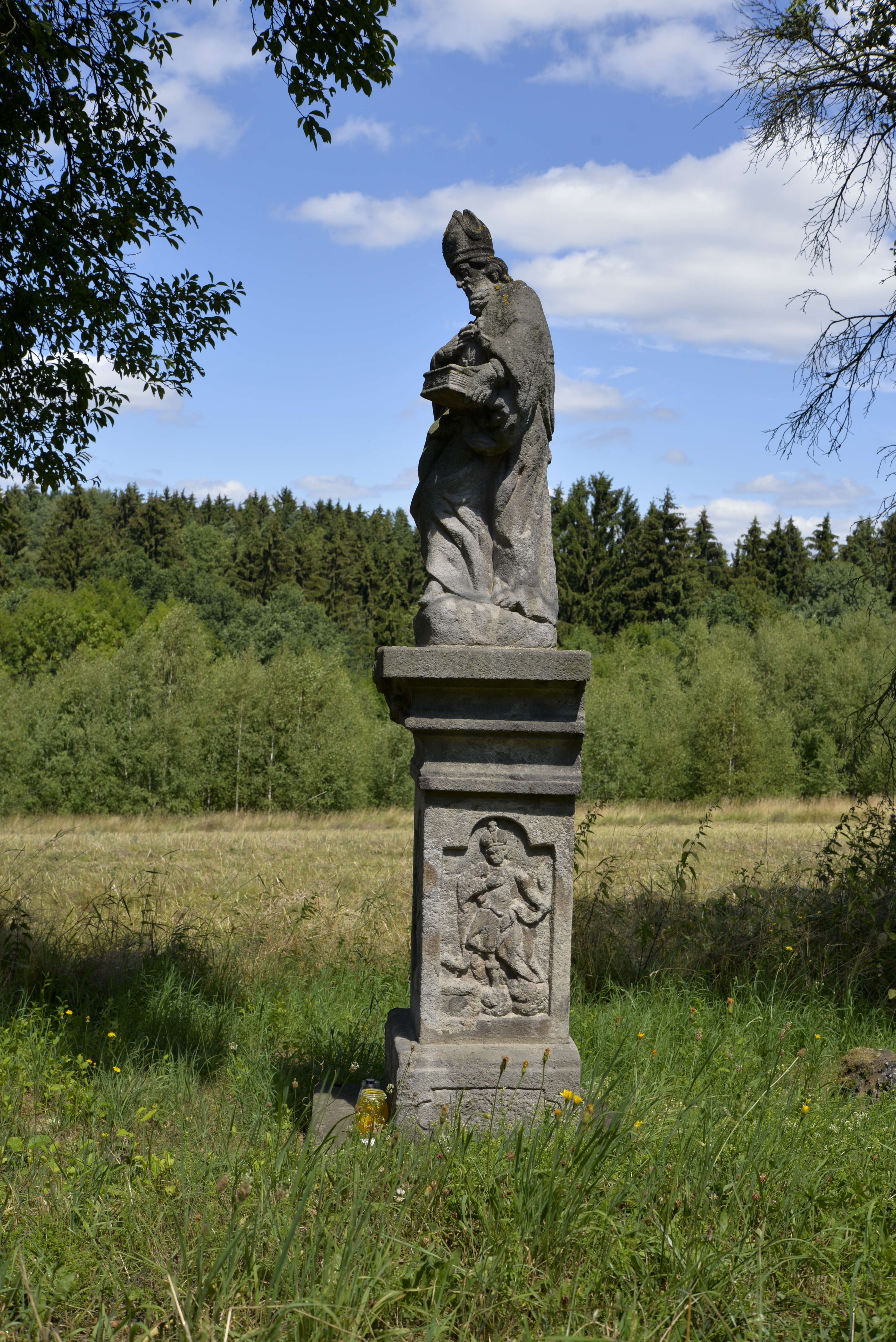
Boční pohled a reliéf sv. Víta